# École du Louvre
Pour les articles homonymes, voir Louvre et EDL.
L'École du Louvre (EDL) est un établissement d'enseignement supérieur français créé en 1882 dépendant du ministère de la Culture. Elle dispense un enseignement en histoire de l'art, archéologie, épigraphie, anthropologie et muséologie. Elle est située à Paris, dans l'aile de Flore du palais du Louvre.

## Historique

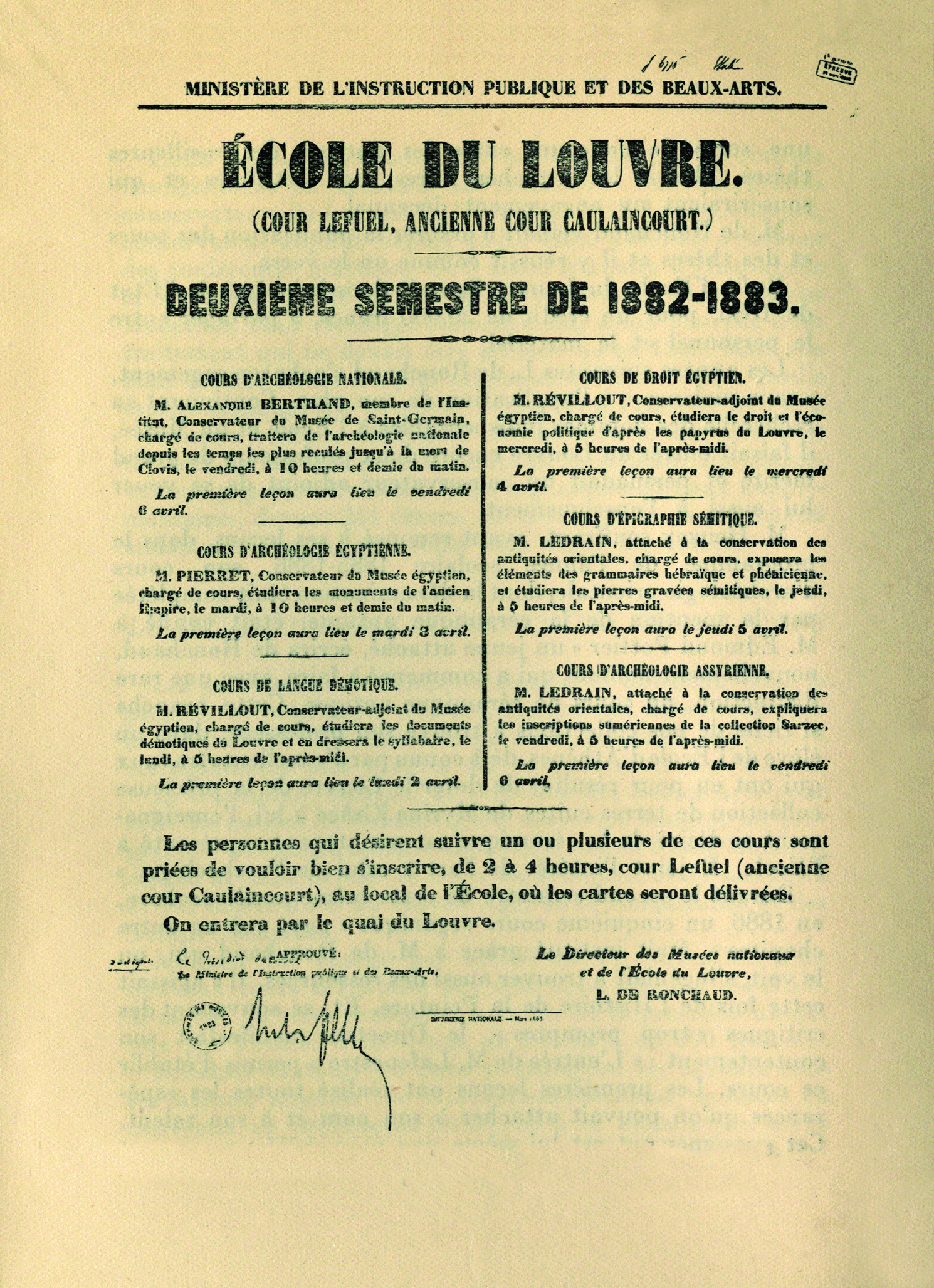
Deuxième semestre 1882-1883, affiche des cours de l'École du Louvre.

Fondée le 24 janvier 1882 dans l'aile Mollien du palais du Louvre, selon le grand dessein de Jules Ferry, l’École du Louvre est d'abord appelée « École d'administration des musées ». La première mention du nom « École du Louvre » date du 11 avril de la même année dans le premier rapport de son directeur, Louis Nicod de Ronchaud.

« Monsieur le Directeur général,
Le décret du 24 janvier 1882 a institué l’École du Louvre. Il s'agit maintenant de l'organiser. […] Le titre d'école d'administration, dont s'est servi Monsieur le Ministre des arts, ne doit pas être pris à la lettre. Ce que Monsieur Proust a voulu créer au Louvre et ce que nous y devons, ce me semble, organiser c'est une école pratique d'archéologie et d'histoire de l'art. […] Cette école, telle que je la comprends, ne doit pas former seulement des conservateurs ou des inspecteurs de musées. Il faut qu'il puisse en sortir des voyageurs pour des missions archéologiques, des professeurs, des vulgarisateurs dont la science a besoin à notre époque plus qu'à une autre, des critiques d'art sachant ce dont ils parleront, chose très désirable et assez rare encore pour qu'on se préoccupe d'y pourvoir. En un mot, je vois dans l’École du Louvre un Séminaire de jeunes savants qu'un enseignement précis et familier, donné en présence des monuments par des maîtres autorisés, doit mettre à même de servir la science par leurs travaux et leurs découvertes dans toutes les branches de l'archéologie et de l'histoire de l'art. […]
Les conservations du Louvre ont à leur tête des hommes éminents dont la science et le dévouement sont à la hauteur des plus grandes tâches. Plusieurs se sont rendus illustres par des écrits spéciaux connus de tous ceux qui s'occupent des mêmes matières, et leur autorité est égale à leur savoir. Ils n'auront qu'à ouvrir, à des heures réglées, à un jeune auditoire empressé autour d'eux, les trésors de leur érudition en même temps que ceux de leurs collections, et à lui faire part libéralement des connaissances acquises par eux dans l'exercice de leurs fonctions. L'enseignement naîtra de la conservation comme la conservation est née de la collection. Ce sera un développement logique et, pour ainsi dire, organique, qui fera porter à ces collections tous leurs fruits et tirera de ces vastes dépôts tout ce qu'ils peuvent contenir pour le progrès de la science et l'éducation du public. »

— Premier rapport de Louis de Ronchaud, administrateur du musée du Louvre et directeur de l’École d'administration des musées au directeur général des Beaux-Arts, Palais du Louvre, 11 avril 1882

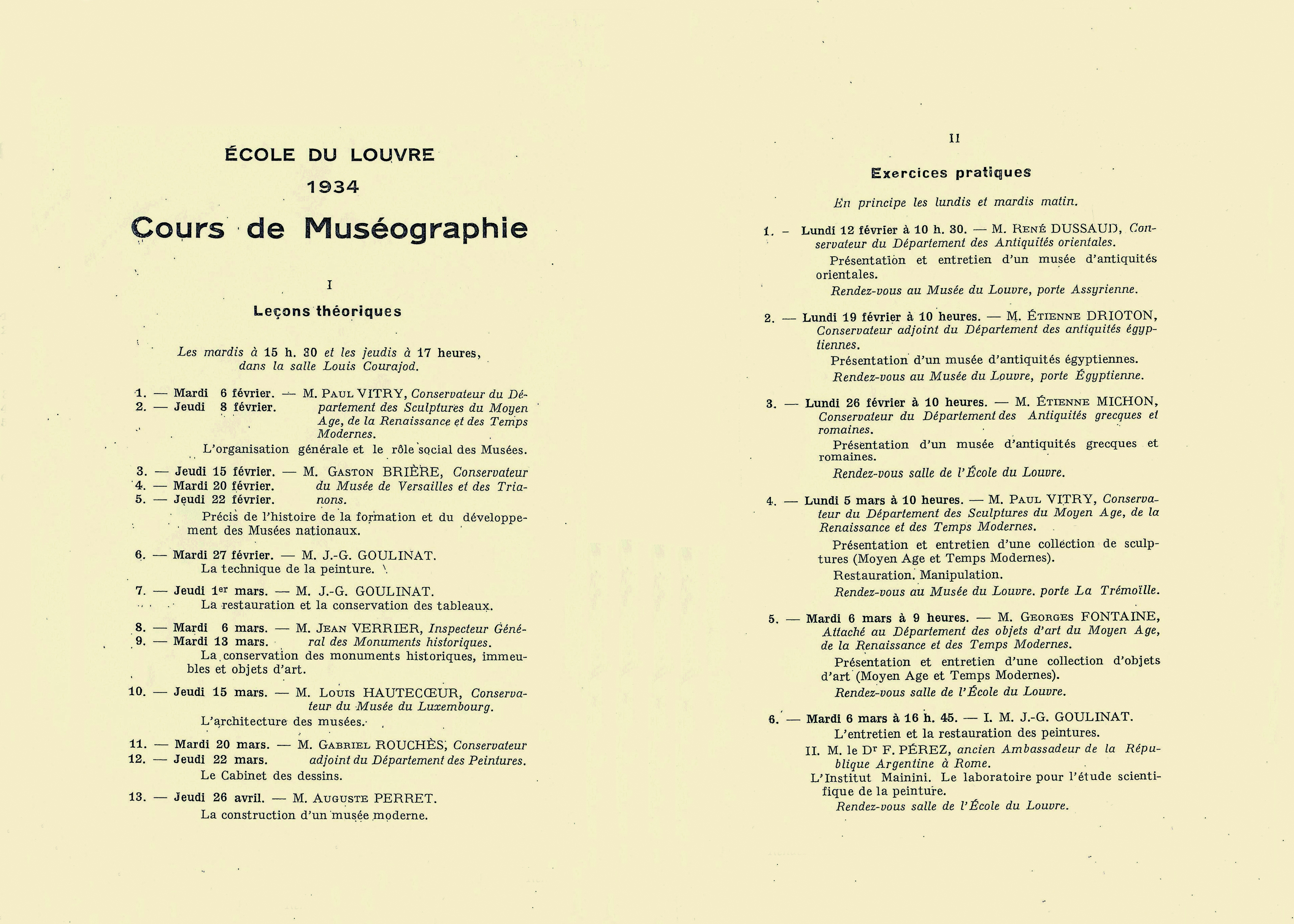
Programme de l'année de muséographie, 1934.

Le premier cours est donné le 4 décembre 1882 par Eugène Revillout sur l'étude des documents démotiques du musée du Louvre. Effectivement, l'École du Louvre a d'abord pour but d'enseigner l'archéologie. Cependant, l'enseignement se développe bientôt vers d'autres domaines de l'histoire de l'art et, en 1920, est mise en place l'histoire générale de l'art, initiée dès 1902 par Salomon Reinach. Ces cours constituent encore aujourd'hui la base de l'enseignement de l'établissement.
De nouveaux types de cours voient peu à peu le jour pour les publics auditeurs : cours du soir pour les personnes salariées (1921), cours d'été (1952), cours de la ville de Paris (1959), cours en régions (1978), cycles "découverte", et Junior classes (2018).
Pour les élèves, l’École crée dès 1927 une chaire de muséographie, qui existe encore aujourd'hui sous le nom d'année de muséologie. En 1991, est mise en place la classe préparatoire aux concours de conservateur du patrimoine. Enfin, en 2002, est créée une seconde année de deuxième cycle, qui a été habilité en 2006 à conférer le grade de Master 2 pour deux années (JO du 27 octobre 2006).
Le 25 novembre 1997, l’École devient par décret ministériel un établissement public à caractère administratif.

## Actuellement
Jusqu'en 1932 l’École est située cours Visconti au cœur du Palais du Louvre. En 1998, dans le cadre des travaux du Grand Louvre, l’École est installée dans l'aile de Flore du palais du Louvre, aménagée en 1998 par l'architecte Antoine Stinco, et dispose, depuis 1994, d'un amphithéâtre dans une autre aile, l'amphithéâtre Rohan. Sa bibliothèque, accessible uniquement aux élèves et aux chercheurs, dispose d'un fonds bibliothécaire spécialisé en histoire de l'art et en muséologie, ainsi que de nombreux travaux d'élèves de deuxième et troisième cycles et un ensemble de périodiques. L’École organise des colloques et des journées d'étude et publie plusieurs types d'ouvrages, tels que des manuels d'histoire de l'art, des mémoires de recherche, des actes de colloques et, depuis 2012, une revue de recherche en ligne, Les Cahiers de l’École du Louvre.
Depuis le 1er décembre 2017, Claire Barbillon, historienne d'art et ancienne directrice des études en est la directrice. Elle est la première femme à occuper ce poste.

### Les effectifs
Grâce à l'instauration du test probatoire d'entrée en 1994, les effectifs de l'école demeurent à peu près constants. « Avec les redoublants, nous avons 460 étudiants en première année, environ 250 en deuxième et troisième années et seulement 130-140 qui ayant obtenu 14 de moyenne en spécialité passent en second cycle »[source insuffisante].

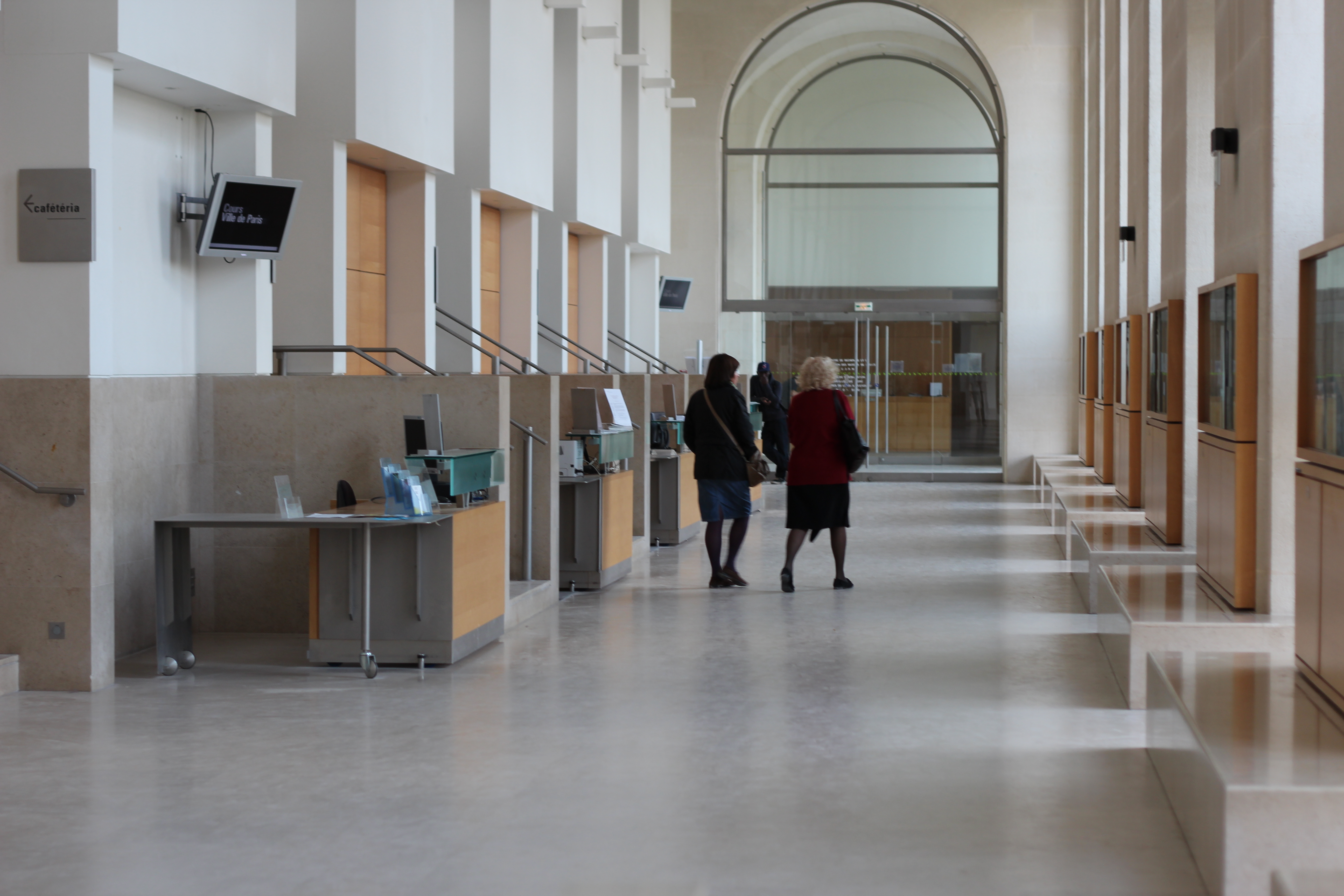
Hall Jaujard de l’École du Louvre (2012), aménagé par Antoine Stinco.

L'école compte 1 600 élèves, dont 23 % de boursiers (chiffres de 2016) et plus d’un élève sur deux vient de province.

## Cursus et durée des études

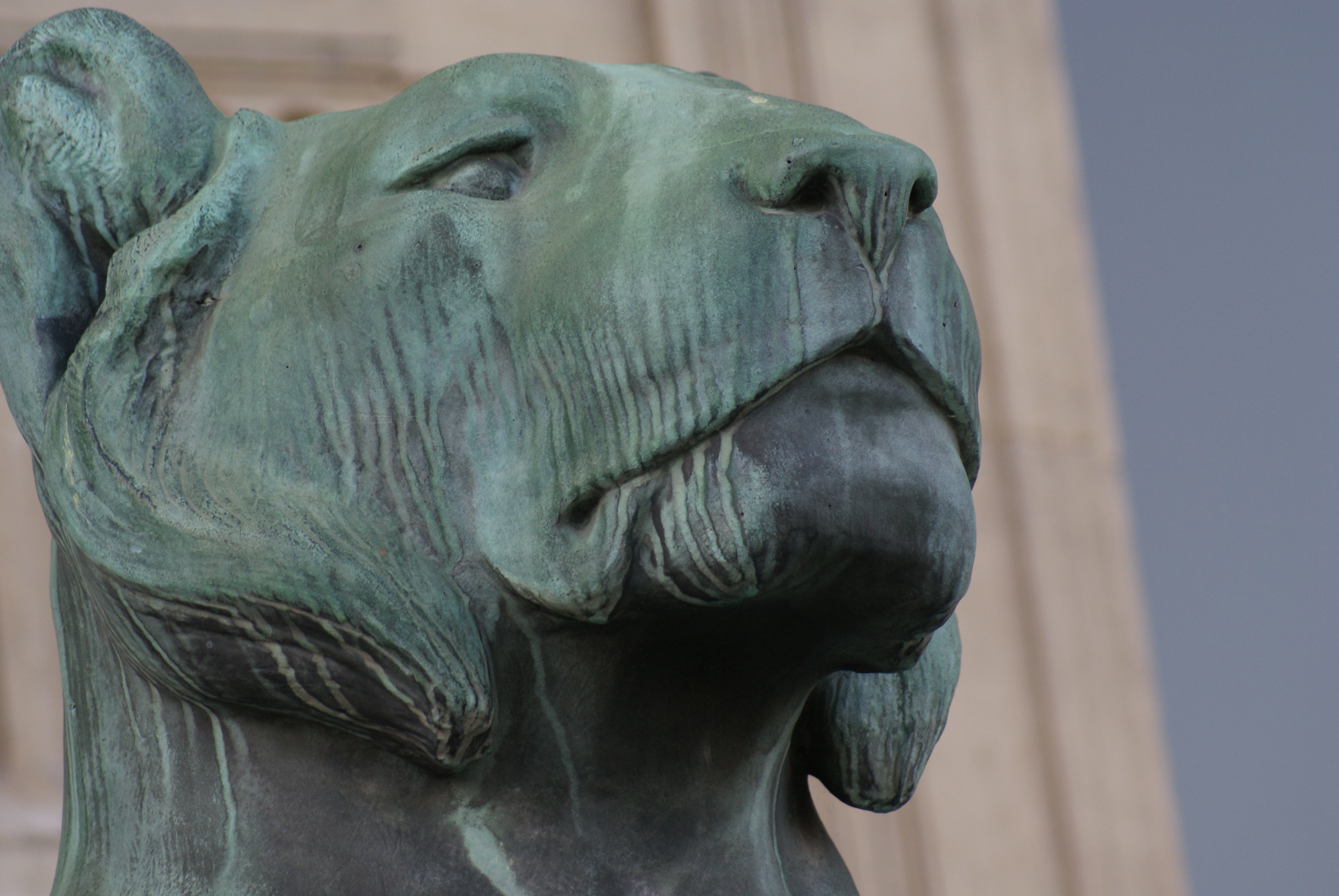
Détail d'une des deux lionnes qui flanquent l'entrée de l’École du Louvre, par Auguste Cain.

Établissement d’enseignement supérieur sous tutelle du ministère de la Culture, l’École du Louvre dispense des enseignements d’histoire de l’art et des civilisations, mais aussi des techniques de sauvegarde, de conservation et de mise en valeur du patrimoine culturel. L’enseignement dispensé en majorité par des conservateurs et des professionnels du patrimoine s’appuie sur l’étude des sites, édifices, œuvres et objets patrimoniaux[réf. souhaitée].
Le cursus scolaire comporte trois cycles d’études, intégrant une Licence, un Master, et un Doctorat via une université partenaire accréditée, sur le schéma européen LMD.

### Admission
L'entrée en première année de premier cycle est conditionnée par la réussite d'un concours, accessible dès la fin des études secondaires. De nombreux étudiants entrent néanmoins avec un niveau plus élevé, après une classe préparatoire aux grandes écoles ou une première expérience universitaire[réf. souhaitée].
Une première sélection au concours s'effectue sur dossier dans Parcoursup. Les candidats retenus sont ensuite soumis à une épreuve écrite. Le concours permet « d’évaluer si les candidats ont les aptitudes et les compétences nécessaires pour entreprendre et poursuivre avec les meilleures chances de succès les études de premier cycle de l’École du Louvre ».
Ce système d'admission vient remplacer l'ancien test probatoire. Pour des raisons sanitaires, le concours d'entrée n'a eu lieu ni en 2020, ni en 2021. Les admissions se sont faites sur dossier. Le premier concours d'entrée a finalement eu lieu en avril 2022[réf. souhaitée].
|      | Nombre d'inscrits | Nombre de présents | Nombre de reçus | % de reçus parmi le nombre d'inscrits | % de reçus parmi le nombre de présents | Nombre de candidats classés |
| ---- | ----------------- | ------------------ | --------------- | ------------------------------------- | -------------------------------------- | --------------------------- |
| 2022 | 1149              | 937                | 300             | 26,1 %                                | 32 %                                   | 488                         |
| 2021 | 1602              | -                  | 329             | 20,5 %                                | -                                      | 816                         |
| 2019 | 1703              | 1605               | 390             | 22,9 %                                | 24,3 %                                 |                             |
| 2018 | 1763              | 1633               | 381             | 21,6 %                                | 23,3 %                                 |                             |
| 2017 | 1746              | 1653               | 347             | 19,9 %                                | 21 %                                   |                             |
| 2016 | 1763              | 1670               | 354             | 20,1 %                                | 21,2 %                                 |                             |
| 2015 | 1874              | 1772               | 391             | 20,9 %                                | 22,1 %                                 |                             |
| 2014 | 1966              | 1847               | 396             | 20,1 %                                | 21,4 %                                 |                             |
| 2013 | 2142              | 2014               | 383             | 17,9 %                                | 19 %                                   |                             |
| 2012 | 2191              | 2064               | 378             | 17,3 %                                | 18,3 %                                 |                             |
| 2011 | 2332              | 2188               | 382             | 16,4 %                                | 17,45 %                                |                             |
| 2010 | 2348              | 2226               | 422             | 18 %                                  | 19 %                                   |                             |
| 2009 | 1972              | 1864               | 405             | 20,5 %                                | 21,7 %                                 |                             |
| 2008 | 1874              | 1782               | 395             | 21,1 %                                | 22,2 %                                 |                             |
| 2007 | 2013              | 1893               | 392             | 19,5 %                                | 20,7 %                                 |                             |
| 2006 | 1929              | 1811               | 402             | 20,8 %                                | 22,2 %                                 |                             |
| 2005 | 1759              | 1668               | 489             | 27,8 %                                | 29,3 %                                 |                             |
| 2004 | 1740              | 1610               | 501             | 28,8 %                                | 31,1 %                                 |                             |
| 2003 | 1724              | 1651               | 577             | 33,5 %                                | 34,9 %                                 |                             |
| 2002 | 1860              | 1771               | 510             | 27,4 %                                | 28,8 %                                 |                             |
| 2001 | 1889              | 1780               | 507             | 26,8 %                                | 28,5 %                                 |                             |
| 2000 | 1768              | 1665               | 452             | 25,6 %                                | 27,2 %                                 |                             |
| 1999 | 2038              | 1938               | 579             | 28,4 %                                | 29,9 %                                 |                             |
| 1998 | 2163              | 2038               | 709             | 32,8 %                                | 34,8 %                                 |                             |
| 1997 | 2373              | 2211               | 728             | 30,7 %                                | 32,9 %                                 |                             |
| 1996 | 2388              | 2188               | 734             | 30,7 %                                | 33,5 %                                 |                             |

Depuis 2017, l’École du Louvre propose aux élèves de Classe préparatoire aux grandes écoles ayant suivi deux années de classe préparatoire (hypokhâgne et khâgne) avec l'option Histoire des arts, la possibilité d'intégrer la troisième année de premier cycle par la Banque d'épreuves littéraires (BEL). Les admissibles doivent passer une épreuve orale d'histoire de l'art organisée et un entretien.
Il est également possible d'intégrer l'École du Louvre en cours de cursus par équivalence, après examen du dossier de l'étudiant et selon le nombre de places disponibles[réf. souhaitée].

### Premier cycle
Durant le premier cycle, l'élève suit un enseignement d'histoire générale de l'art qui couvre la plupart des époques et aires géographiques.

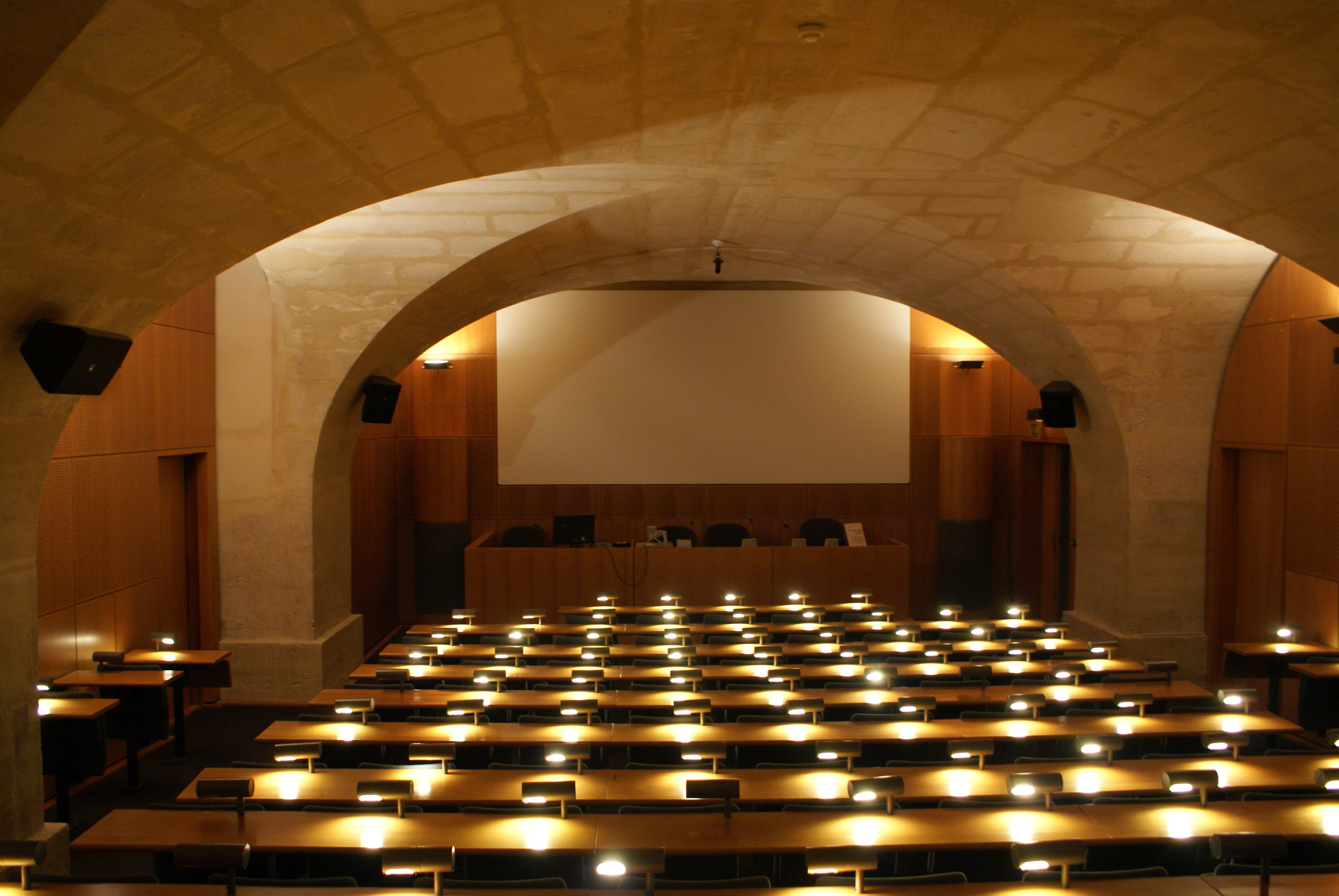
Amphithéâtre Dürer.

Les cours en amphithéâtre sont approfondis par des travaux dirigés devant les œuvres (TDO) dans les différents musées et monuments parisiens (musée du Louvre, musées de Cluny, musée Guimet, musée d'Orsay, Centre Pompidou, musée du quai Branly, etc.) et de la région parisienne (par exemple au château de Versailles, au château d'Écouen et au château de Saint-Germain-en-Laye)[réf. souhaitée].
D'autres cours généraux qui concernent les techniques de création, l'iconographie, la muséologie et l'histoire des collections sont également dispensés.
Parallèlement, les élèves de premier cycle sont tenus de choisir une (ou plusieurs selon leur choix) spécialités parmi 31 matières.

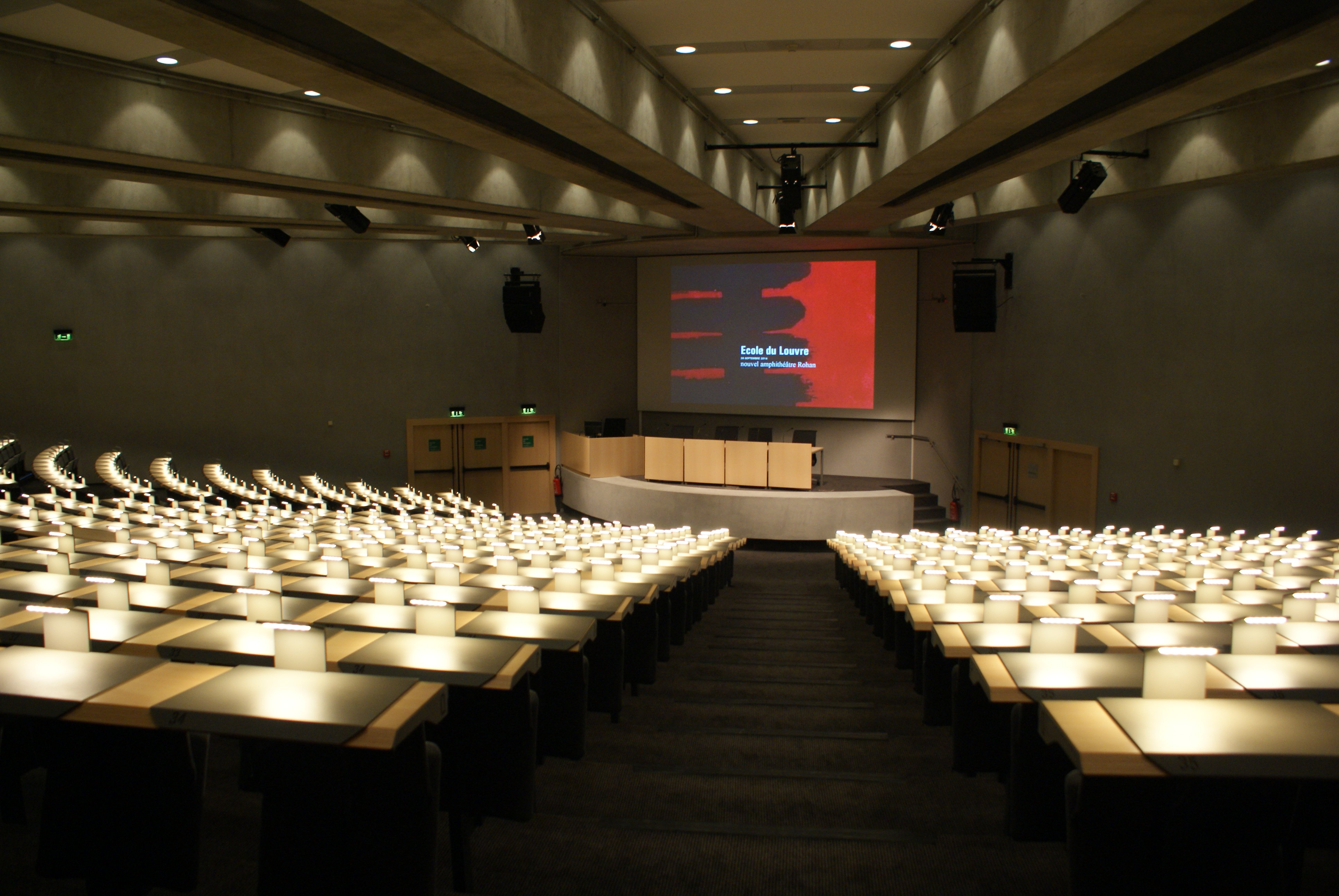
L'amphithéâtre Rohan, rénové en 2014 par l'architecte Étienne Dufaÿ.

Ces cours se composent d'un cours magistral, dit « organique », qui est la base même de la spécialité, d'un cours de synthèse et d'un cours de travaux pratiques visant à approfondir des notions, des lignes directrices[réf. souhaitée].
Des cours de langues vivantes (anglais, allemand, espagnol, italien, français langue étrangère) sont désormais obligatoires[réf. souhaitée].
Le diplôme délivré à l'issue du premier cycle s'intitule « Diplôme de premier cycle de l'École du Louvre » et ouvre au titre d'« Ancien élève de l'École du Louvre »[réf. souhaitée].

### Deuxième cycle
Plus court, le deuxième cycle correspond aux débuts de la recherche et à des visées plus professionnelles[réf. souhaitée].
En première année, le premier semestre est dédié à un tronc commun composé de plusieurs cours.
Au deuxième semestre, l'élève est tenu de choisir une dominante, « Objets » (questions relatives au traitement et à la préservation des collections) ou « Médiation » (questions de publics et de stratégies culturelles). Il suit un séminaire de muséographie à Paris ou en régions et doit rédiger un mémoire d'une cinquantaine de pages sous la direction d'un enseignant de l’École du Louvre chargé d'un groupe de recherche[réf. souhaitée].
Cette année mène au « diplôme de muséologie de l'École du Louvre », certifié au niveau II node NSF 342 V au répertoire national des certifications professionnelles par un arrêté du 23 février 2007 (JO du 3 mars 2007)[réf. souhaitée].
En seconde année de deuxième cycle sont proposés six parcours : recherche en histoire de l'art appliquée aux collections, recherche en muséologie, régie et conservation préventive, biens sensibles, provenances et enjeux internationaux, médiation culturelle et marché de l'art[réf. souhaitée].

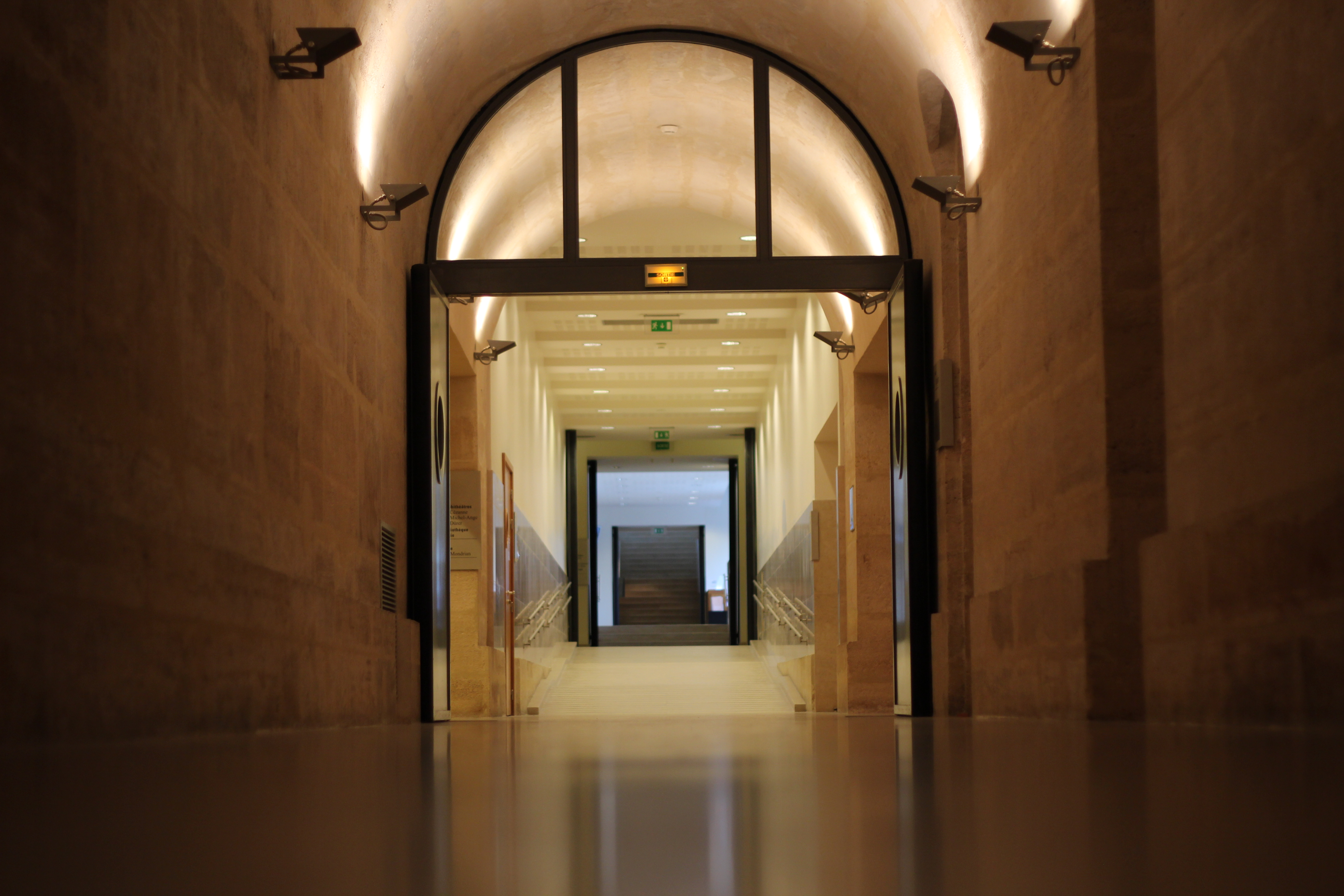
Vue des espaces d'enseignements de l'aile de Flore.

Les cours sont dispensés en séminaires. L'élève est astreint à un stage de deux ou trois mois selon les parcours. Il doit également remettre un mémoire dont la taille et les objectifs varient : mémoire de recherche de cent cinquante pages pour les deux parcours recherche, mémoire de stage d'une cinquantaine de pages pour les autres parcours[réf. souhaitée].
Cette seconde année se solde par l'obtention d'un « diplôme de deuxième cycle de l'École du Louvre ». Ce diplôme a été habilité au grade de Master par un arrêté du 17 octobre 2006 (JO du 27 octobre 2006) et renouvelé par plusieurs arrêté jusqu'à l'année universitaire 2014-2025,.

#### Parrains et marraines des promotions de deuxième cycle de l’École du Louvre
Depuis 2009, chaque promotion de deuxième cycle (Master 2) se voit remettre son diplôme au cours d'une cérémonie présidée par un parrain ou une marraine, choisi parmi des personnalités marquantes du monde de la culture et des musées[réf. souhaitée].

### Post Master Recherche en histoire de l’art et archéologie, muséologie
À la rentrée de septembre 2022, un nouveau diplôme de Post-Master est mis en place. Elle est destinée « aux titulaires d’un Master 2 obtenu à l’École du Louvre (toutes spécialités) ou d’un Master 2 en histoire de l’art, archéologie ou muséologie des universités qui envisagent de poursuivre un diplôme de troisième cycle à l’École du Louvre, ou un doctorat en co-encadrement avec une des 22 universités partenaires de l’établissement ».

### Troisième cycle
Ce cycle propose deux diplômes : un diplôme de troisième cycle sur le modèle doctoral, qui n'est pas régi par les textes du diplôme national de doctorat mais peut être associé à une inscription en doctorat dans une université partenaire, et un diplôme libre de troisième cycle.
Le « diplôme de troisième cycle sur le modèle doctoral » d'une durée de trois ans, correspond à la rédaction d'une « thèse » rédigée sous la conduite d'un professeur de l'École. Des séminaires sont organisés, et un diplôme de troisième cycle sanctionne la fin de ce cycle, qu'il ait été effectué en co-encadrement avec une université partenaire ou sans co-encadrement. Le as du co-encadrement avec une université partenaire ouvre droit à la délivrance du diplôme national de doctorat par l'université d’inscription, en plus du diplôme de troisième cycle de l'École du Louvre.
Un « diplôme libre de troisième cycle » sanctionne un mémoire de recherche ne répondant pas entièrement au diplôme de troisième cycle sur le modèle doctoral, en termes d'encadrement et de limite de temps[réf. nécessaire].
L'École du Louvre propose plusieurs types de financement de ces diplômes. Entre 2012 et 2019, l’École du Louvre proposait chaque année trois bourses de recherche pour les élèves de troisième cycle, grâce à un mécénat de la Fondation Daniel et Nina Carasso. Ce mécénat a été repris en 2019 par la Fondation Antoine de Galbert. Cette dernière apporte également son soutien à la mobilité des doctorants. Depuis 2017, la Francis Bacon MB Art Foundation alloue également une bourse de recherche à un doctorant de l'école travaillant sur Francis Bacon.
Une journée d'étude des troisième cycle est organisée chaque année.

### Débouchés
Les débouchés professionnels de l’École du Louvre s’ordonnent autour de nombreux axes :
- les métiers du patrimoine : archéologue, conservateur, régisseur, restaurateur du patrimoine. L’École du Louvre prépare aux concours organisés par le ministère de la Culture, pour la formation de conservateurs, attachés de conservation, chargés d’étude (musées, monuments historiques, inventaire, documentation, archives).
- les métiers de la médiation culturelle : administration et gestion culturelle, conférenciers de monuments historiques, organisateurs d’expositions et de salons.
- les métiers du marché de l’art : pour les galeries, les salles des ventes (commissaire-priseur), l’expertise d’objet d’art.
- les métiers de la presse et de l’édition : journalistes d’art, éditeurs, iconographes.
- les métiers de l’enseignement et de la recherche en histoire de l’art et archéologie.
- les métiers du mécénat et du marketing culturel.
- les métiers du numérique culturel et de la diffusion des savoirs.

Philippe Durey, ancien directeur de l'École, déclare que « Sans passion, cela n’a pas de sens de s’engager dans ce type d’études. Il est nécessaire pour se former l’œil de visiter des musées, des monuments, des expositions : de voir encore et toujours des œuvres. Les jeunes manquent de plus en plus de repères historiques et iconographiques, aussi ces filières deviennent très difficiles à aborder. Les jeunes ne doivent pas sous-estimer les difficultés. Le directeur d’un musée est un historien de l’art mais il est également un chef d’entreprise ».
Selon Delphine Dauvergne, « À la sortie de l'École du Louvre, près de 80 % des jeunes trouvent du travail dans leur domaine professionnel en tant que guide culturel, conférencier restaurateur, conservateur… ».

#### Classe préparatoire aux concours de conservateur du patrimoine
En 1991, une classe a été constituée afin de préparer les élèves aux concours de conservateur du patrimoine de l'Institut national du patrimoine (INP), (spécialités « archéologie », « musées » et « monuments historiques et inventaire »). La classe préparatoire a évolué en 2011, à la suite de la réforme des concours des conservateurs. Les cours se décomposent en cours magistraux d'histoire, d'histoire de l'art, de méthodologie, de cours sur les métiers du patrimoine ainsi que des cours d'histoire des idées et actualités de la recherche. Ils sont complétés par des devoirs sur table et des cours de langues[réf. souhaitée].
L’École du Louvre propose également une classe préparatoire intégrée, en partenariat avec l'Institut national du patrimoine, l’École nationale des chartes et la Fondation Culture & Diversité.
|                                                        | 2001        | 2002        | 2003        | 2004       | 2005        | 2006        | 2007        | 2008        | 2009        | 2010         | 2011        | 2012         | 2013         | 2014        | 2015        |
| Concours d'État : Nombre d'admis/nombre de postes      | 5/6 (83 %)  | 3/7 (43 %)  | 4/8 (50 %)  | 5/6 (83 %) | 8/13 (62 %) | 4/10 (40 %) | 9/17 (53 %) | 6/10 (60 %) | 7/12 (58 %) | 10/14 (71 %) | 8/16 (50 %) | 10/21 (48 %) | 11/20 (55 %) | 7/10 (70 %) | 8/11 (73 %) |
| Concours territorial : Nombre d'admis/nombre de postes | 5/15 (33 %) | 4/10 (40 %) | 5/10 (50 %) | 5/9 (56 %) | 5/9 (56 %)  | 5/7 (71 %)  | 7/18 (39 %) | 8/13 (62 %) | 7/12 (58 %) | 4/10 (40 %)  | 4/19 (21 %) | 7/19 (37 %)  | 4/15 (27 %)  | 3/7 (43 %)  | 2/5 (40 %)  |

#### Classe préparatoire aux concours de restaurateurs
Depuis 2014, l’École du Louvre s'est associée à l'Université Paris-Nanterre et au musée Rodin pour proposer une classe préparatoire aux différents concours de restaurateurs (INP, École des restaurateurs de Tours, Université Paris 1, École nationale des arts visuels La Cambre). Les cours se décomposent en : enseignement en histoire de l'art et en techniques de l'art, apprentissage en physique et chimie et pratiques artistiques (dessin, copie…).
Outre la préparation aux concours, l'année de formation permet d'obtenir une Licence 3 « Histoire de l'art et préparation aux concours de restaurateur »[réf. souhaitée].

## Auditeurs
L’École du Louvre est également ouverte à un public d'auditeurs. Ils ne passent pas d'examen et sont en général présents pour leur plaisir, afin d'enrichir leur culture personnelle. Les formations qui leur sont proposées ne sont donc pas diplômantes. Les auditeurs choisissent les cours auxquels ils veulent assister, n'étant pas tenus par un quelconque planning, et certains fréquentent l'école pendant plusieurs dizaines d'années. Différents cours leur sont ouverts ou dédiés : les cours d'histoire de l'art, d'initiation à l'histoire de l'art, les cours d'été, en régions, les cycles « découverte », les junior classes[réf. souhaitée].
Le nombre d'auditeurs s'élève à 16.000 dont 9.000 à Paris (chiffres de 2016). « Nous en accueillons depuis l'ouverture de l'école, cela fait partie de notre mission de diffusion culturelle et permet à l'école de s'autofinancer », relève Philippe Durey pour le journal L’Étudiant en 2016.

### Cours d'histoire de l'art
Les auditeurs assistent soit à des cours destinés aux élèves (cours organiques et cours complémentaires), soit à des cours qui leur sont spécifiquement réservés (cours d'histoire générale de l'art, cours d'histoire des sociétés occidentales et travaux dirigés devant les œuvres). Ce sont les cours dont l'enseignement est le plus proche de celui que reçoivent les élèves de premier cycle de l’École. Les cours durent de septembre à juin[réf. souhaitée].

### Cours d'initiation à l'histoire de l'art (anciens cours du soir de la Fondation Rachel Boyer)

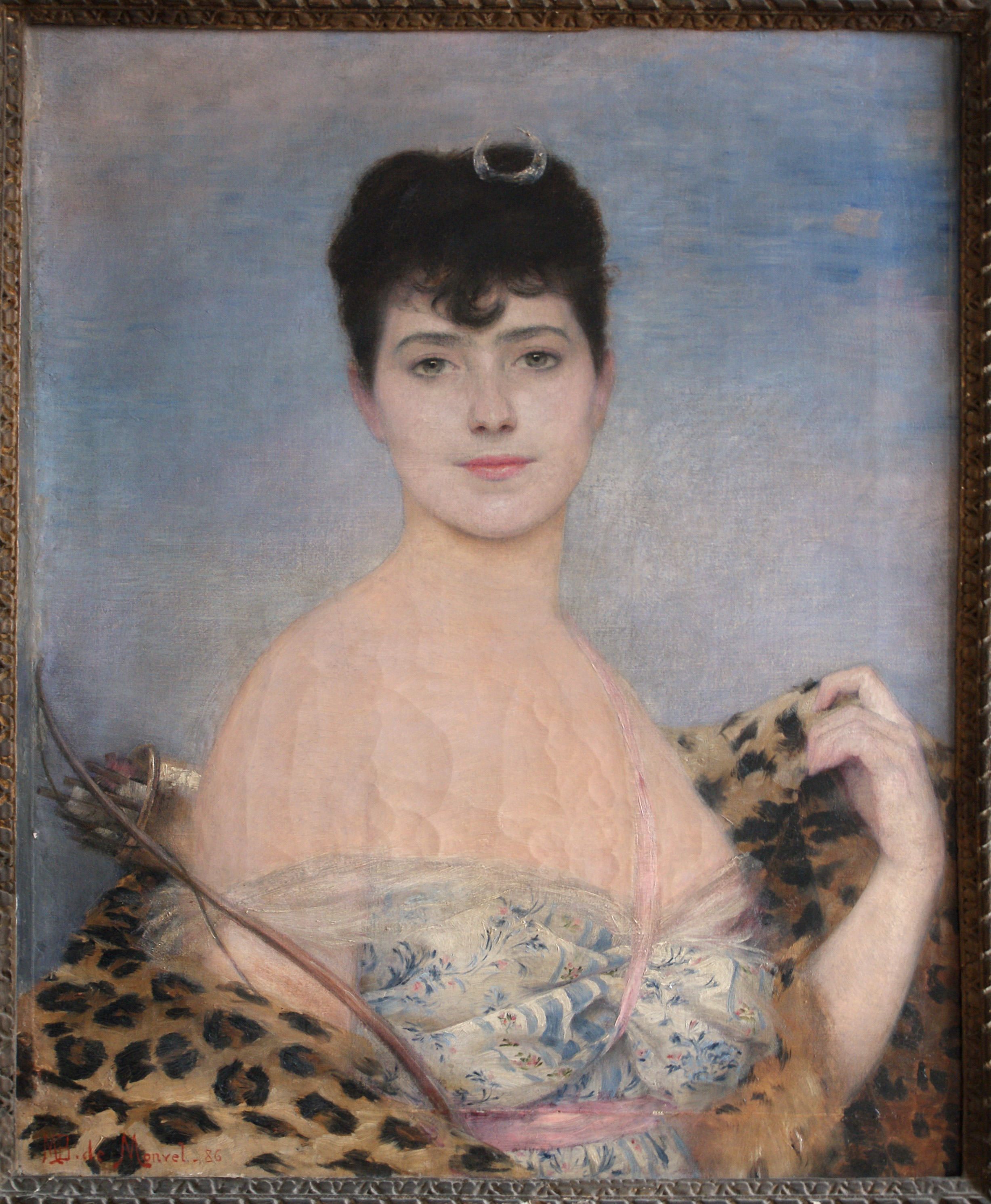
Maurice Boutet de Monvel, Rachel Boyer en Diane (1886), Paris, École du Louvre.

Par décret du 20 juillet 1921, la fondation de la comédienne Rachel Boyer permet l'ouverture de cours du soir d'histoire de l'art,. La rente constituée par cette fondation assure la tenue de plusieurs cours à destination d'adultes hors cursus en échange d'une participation aux frais minime. Aux cours d'initiation à l'histoire générale de l'art, s'ajoutent depuis plusieurs années le cycle thématique « Initiation aux techniques de création et aux principes de restauration des œuvres d'art ». Les cours ont lieu de septembre à juin[réf. souhaitée].

### Cours d'été
Les cours d'été ont été mis en place en 1952. Il s'agit de sessions de cours thématiques hebdomadaires. Les cours ont lieu en juin, juillet août, sur place en amphithéâtre ou en ligne et en replay[réf. souhaitée].

### Cours en régions
Initiés dès 1978, les cours en régions (cours d'initiation à l'histoire générale de l'art, cours thématiques…) sont dispensés dans 26 villes en partenariat avec les musées locaux. Ils participent de la mission de diffusion des savoirs de l’École du Louvre[réf. souhaitée].

### Cycles «découverte»
Mis en place à l'automne 2014, les cycles découverte sont des sessions de cours thématiques organisées sur cinq séances, à raison d'une par semaine, et complétés d'une visite d'application pour certains d'entre eux. Deux à quatre sessions de cours sont organisées chaque année[réf. souhaitée].

### Les Junior classes
Les Junior classes de l’École du Louvre sont nés à la rentrée 2018 sous l'impulsion des politiques de développement de l'éducation artistique et culturelle chez le jeune public, en partenariat avec les acteurs de la culture. Trois sessions de huit cours ont été proposés en 2018-2019 sur les thèmes : « la mythologie grecque et romaine », « les religions et leurs images » et « les grandes figures de l’Histoire et du quotidien »[réf. souhaitée].
« A travers ces junior classes nous souhaitons offrir aux néophytes qui le souhaitent des cycles d’initiation, et leur donner ainsi les clefs nécessaires pour comprendre les œuvres exposées », relève Claire Barbillon, directrice de l’École du Louvre.

## Partenariats

### Partenariats nationaux
À l'échelle nationale, l’École du Louvre a signé un partenariat de double-diplôme avec l'ESSEC en 2010, puis avec Sciences Po Paris en 2014,.
Elle propose également depuis 2007 un cursus associé avec l'Université Paris Sud pour l'obtention d'un diplôme universitaire d'études juridiques pour les élèves de l’École du Louvre et de trois certificats d'histoire générale de l'art (CGHA), pour les étudiants de l'université.
L'École du Louvre est également partenaire d'autres établissements publics ou privés dans le cadre d'échange de séminaires.
L'école participe aussi au programme « égalité des chances », promu par la fondation Culture et diversité, afin de permettre à des lycéens de milieux défavorisés ayant choisi l'option histoire des arts de rejoindre les rangs de ses élèves. Ce programme consiste notamment en une découverte du milieu de l'histoire de l'art en seconde et première (visites de musées, rencontre avec des professionnels, tutorat par des élèves de muséologie), en stage de préparation au test probatoire pour les terminales et en un suivi, une fois le lycéen devenu élève.
« [Le Master 2 Médiation de l’École du Louvre] permet à nos étudiants d’intervenir comme médiateurs dans des zones faisant l’objet d’une politique d’éducation prioritaire et d’organiser des visites de musées avec des jeunes qui peuvent être tout à fait intéressés par un avenir dans les métiers du patrimoine mais qui, pour des raisons d’éloignement culturel, n’y pensent pas forcément », indique Claire Barbillon.

### Partenariats internationaux

#### Partenariats d'enseignement
Depuis 1997, l'Université de Montréal accueille chaque année de juillet à septembre une vingtaine d'élèves en muséologie. En réciprocité, l’école reçoit un groupe d’étudiants de la maîtrise en muséologie de l'Université de Montréal et de l'Université du Québec à Montréal (en octobre chaque année) pour un séminaire de muséologie française,.
L’École du Louvre est également engagée depuis 1997 dans un partenariat avec l'Istituto Veneto di scienze, lettere ed arti (it). Ils organisent ainsi chaque année un séminaire sur l'histoire de l'art vénitien ouvert aux élèves de deuxième de l’École, mais aussi à des étudiants des universités italiennes et plus largement d’Europe. Ce séminaire a lieu à Venise et ses environs.
En 2007, a été mis en place un programme d'échange avec l'Université de Heidelberg qui permet à une quinzaine d'étudiants de deuxième cycle d'obtenir un master international en histoire de l'art et muséologie (IMKM) et des diplômes des deux établissements. Ce partenariat est soutenu par l’Université franco-allemande (UFA),.
Depuis 2010, l'École adhère au programme Erasmus avec des échanges avec Bologne (Université de Bologne), Essex (Université d'Essex), Gênes (Université de Gênes), Glasgow (Université de Glasgow), Leyde (Université de Leyde), Madrid (Université Complutense de Madrid), Padoue (Université de Padoue), Pise (École Normale Supérieure de Pise), Porto (Université de Porto), Prague (Université Charles), Rome (Université Roma Tre), Saint-Andrews (Université de Saint Andrews) et Vienne (Université de Vienne). Un accord bilatéral a également été signé avec l’Université de Neuchâtel prévoyant chaque année un échange d’étudiants pour une année d’études.
En juin 2010, l’Université Paris-Sorbonne et l’École du Louvre ont créé, dans le cadre d’un partenariat, un master professionnel de deux ans intitulé « Histoire de l’art et métiers des musées » et destiné à la Sorbonne Université Abou Dabi (SUAD). L’école participe à l’enseignement des trois premiers semestres et organise le quatrième semestre de stages des étudiants à Paris, en lien avec les musées français.
Le 5 décembre 2012, l’École a signé un accord avec l’Instituto Brasileiro de Museus (pt) (IBRAM) qui permet chaque année un échange de six étudiants (trois de l’École pour des stages dans des musées du réseau IBRAM et trois brésiliens pour des séminaires) et de deux enseignants (un de l’École et un d’une université brésilienne partenaire),.
En 2014, l’École du Louvre a conclu un partenariat avec le Bard Graduate Center (en) afin d'envoyer un à deux élèves de Master 2 de l’école, spécialisé en arts décoratifs, passer un semestre d’étude dans l’institution new-yorkaise. En réciprocité, l’École accueille des étudiants du Bard pour un séminaire sur les arts décoratifs. Un co-encadrement avec le programme de PhD de cet établissement a également été mis en place. La même année, a été signée une convention entre l’École et l’Université de Columbia de New-York, qui, de la même manière, permet l’envoi d'un à deux élèves de Master 2 pour un semestre.
Depuis l’été 2015 et à la suite d'un accord avec l’Université de Pékin, l’École peut envoyer quelques élèves de deuxième cycle suivre la « PKU Summer School », qui propose des cours de langue, culture et civilisation chinoises. En réciprocité, l’École du Louvre reçoit quelques étudiants de l'Université de Pékin pour sa Summer School in French Museology.
Séminaires d'enseignement en partenariat avec d'autres institutions :
- Université de Neuchâtel : séminaire de muséologie[60]
- Université de Leyde, Honours College : séminaire sur l'art des Pays-Bas[69]
- Wallace Collection, en partenariat avec l'Université de Lille 3 : séminaire sur les arts décoratifs[70]

Séminaires organisés et accueillis par l’École du Louvre :
- Séminaire international d’été de muséologie (SIEM), à destination de jeunes professionnels internationaux du monde de la culture[71]
- Summer School in French Museology, à destination d'étudiants d'institutions partenaires de l’École du Louvre[72]

#### Partenariats de stage
Depuis 2003, la French Heritage Society propose chaque été des stages à des élèves de deuxième cycle dans des institutions patrimoniales des États-Unis : The Historic New Orleans Collection (en), Plantation Laura, Louisiana State Museum (en) et The National WWII Museum (Nouvelle-Orléans, Louisiane) ; Historic New England (en) (Boston, Massachusetts) ; Preservation Society of Newport County (en) (Newport, Rhodes Island), Lyndhurst (mansion) (en) (Tarrytown, Up State New York)… Elle leur apporte également un soutien financier et logistique.
De même, l’École du patrimoine africain est un partenaire de l’École du Louvre depuis 2009 et propose des stages aux élèves de niveau Master dans des musées et des sites patrimoniaux de son réseau : Centre de Jeunes et de Loisirs de Ouinhi (Bénin), Route des chefferies et musée des Civilisations de Dschang (Cameroun)…
À la suite d'un accord conclu en 2010 entre l’École du Louvre, l’Institut national d’histoire de l’art (INHA), le musée Rodin, le musée d’Orsay, le Nascher Sculpture Center et l’Université de Dallas au Texas, des élèves stagiaires de l’École du Louvre participent chaque été au projet French Sculpture Census, qui vise à répertorier les sculptures françaises dans les collections publiques américaines.
Elle a également signé en 2015 une convention avec la Fondazione Musei Civici di Venezia (it), qui permet d’envoyer des élèves de deuxième ou troisième cycles en stage dans des musées vénitiens de la Fondation (Palazzo Ducale, Museo Correr, Ca'Rezzonico, Palazzo Mocenigo, Casa di Carlo Goldoni, Ca'Pesaro…) pour des durées de deux à six mois,.
Grâce à la bourse Liliane Pingoud Soriano et un accord avec l'université privée féminine Wellesley College (États-Unis), une élève de Master 2 de l’École du Louvre est sélectionnée chaque année pour aller faire un stage au Davis Museum (en) et suivre des cours au Wellesley College. En réciprocité, une élève de l’Université américaine vient faire un stage au musée du Louvre et suivre des cours à l’École.
Depuis 2014, l’École du Louvre a mis en place une convention avec le pôle muséal Glasgow Museums afin que des élèves de Master 2 puissent faire des stages dans un des musées de Glasgow. Parmi ceux-ci, la Collection Burrell et le Kelvingrove Art Gallery and Museum.
En 2015, elle a signé un partenariat avec le musée Calouste Gulbenkian pour permettre à des élèves de deuxième cycle d'y réaliser un stage dans les domaines de la conservation, de la documentation, de l'histoire des collections, de la médiation…
L’École du Louvre propose également des partenariats de stage avec l'Académie de France à Rome (Villa Médicis), le Ministère des affaires étrangères et européennes, le musée du Prado, la Galleria Palatina du Palazzo Pitti, le musée de la photographie de Reykjavik, les musées du Ministère de la culture espagnol, le musée du peintre Vassily Dimitrievitch Polenov ou encore certains musées indonésiens.

## Corps professoral et personnalités liées à l’École du Louvre

### Fondateurs

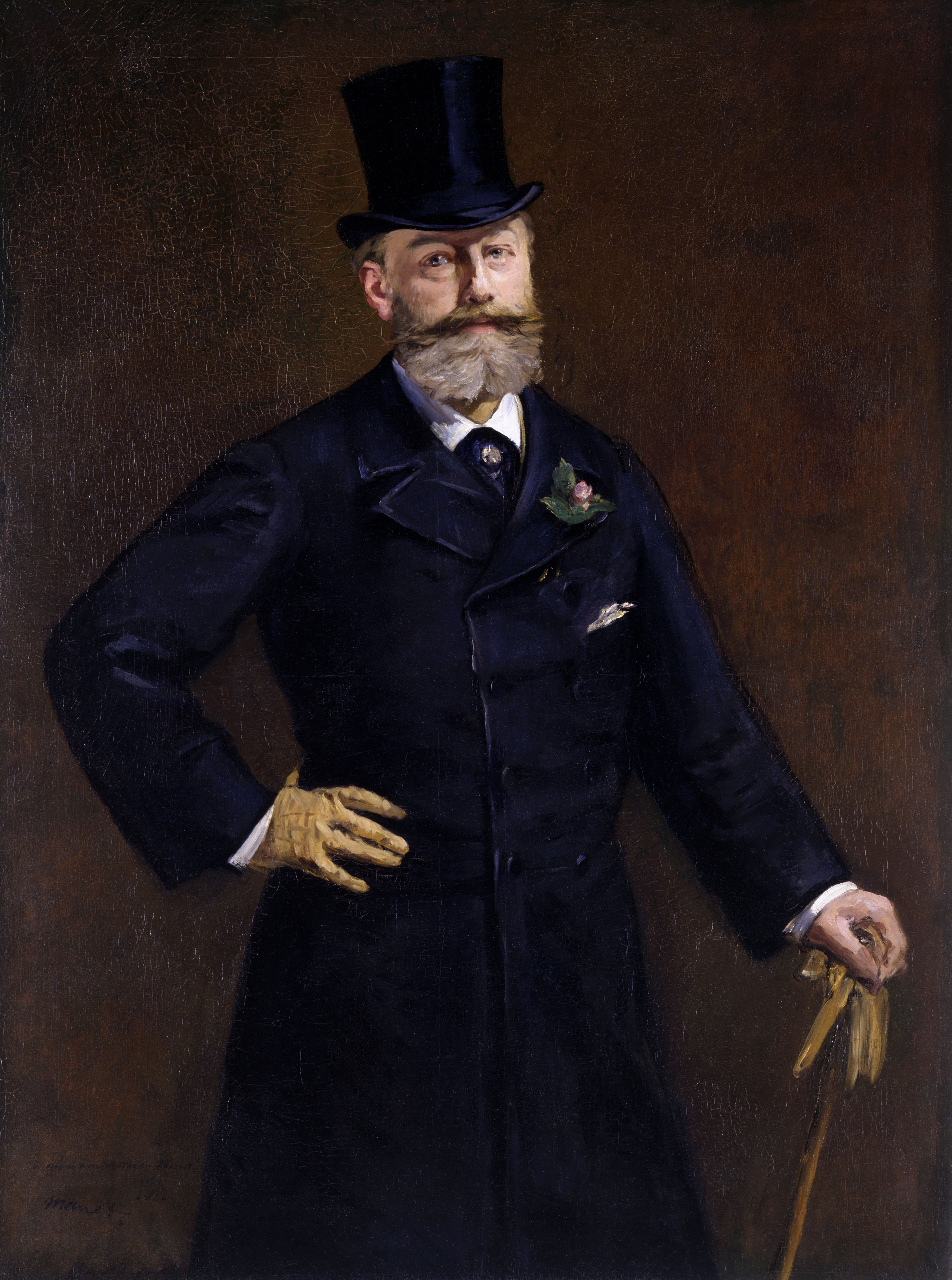
Édouard Manet, Antonin Proust (1880), musée d'Art de Toledo.

- Louis Courajod
- Antonin Proust
- Louis Nicod de Ronchaud

### Présidents du Conseil d'administration
- 1998-2003 : Nicole Briot ;
- 2003-2007 : Jean Guéguinou ;
- 2007-2009 : Bruno Bourg-Broc ;
- 2009-2013 : Catherine Colonna ;
- 2014-2015 : Didier Boulaud[84]
- 2016-2020 : Sophie-Justine Lieber[85]
- 2020- : Camille Morineau[86]

### Directeurs
- 1882-1887 : Louis Nicod de Ronchaud ;
- 1887-1904 : Albert Kaempfen ;
- 1904-1911 : Théophile Homolle ;
- 1912-1913 : Eugène Pujaret ;
- 1913-1919 : Henry Marcel ;
- 1919-1926 : Jean d'Estournelles de Constant ;
- 1926-1940 : Henri Verne ;
- 1940-1944 : Jacques Jaujard ;
- 1944-1957 : Georges Salles ;
- 1957-1960 : Edmond Sidet ;
- 1960-1962 : Henri Seyrig ;
- 1962-1974 : Jean Chatelain ;
- 1975-1977 : Emmanuel de Margerie ;
- 1977-1987 : Hubert Landais ;
- 1982-2002 : Dominique Ponnau ;
- 2002-2017 : Philippe Durey ;
- Depuis 2017 : Claire Barbillon ;

### Directeurs des études
- 1942-1955 : Marcel Aubert ;
- 1955-1959 : Paul Deschamps ;
- 1959-1969 : Pierre Pradel ;
- 1969-1974 : pas de directeur des études ;
- 1974-1977 : Jean Leymarie ;
- 1977-1978 : pas de directeur des études ;
- 1978-1982 : Dominique Ponnau ;
- 1982-1990 : pas de directeur des études ;
- 1990-2000 : Thérèse Picquenard ;
- 2000-2002 : Claude Pétry ;
- 2003-2011 : Claire Barbillon ;
- 2011-2016 : Sophie Mouquin ;
- 2016-2020 : Natacha Pernac ;
- Depuis 2020 : Annaïg Chatain.

## Anciens élèves
Lancé en 2016, École du Louvre Alumni est un réseau qui regroupe tous les diplômés de l’École du Louvre, ayant terminé leur scolarité. Il vise à favoriser l’insertion professionnelle, à maintenir des liens entre ses membres et organise des évènements dédiés, autour des métiers de la culture et du patrimoine[source insuffisante][pertinence contestée].
Parmi les anciens élèves, on peut citer Cécile Guettard, jeune handicapée, qui se consacra avec un courage inflexible à sa passion pour l'histoire de l'art malgré les difficultés d'accès de l'époque. Une salle de cours est dédiée en souvenir de sa volonté exemplaire.

### Professionnels des musées et du monde de l'art
Parmi les anciens élèves, on compte de nombreux professionnels des musées et des mondes de l'art, dont Michel Laclotte, Pierre Rosenberg, Jean-François Jarrige, Guy Cogeval, Bernard Blistène, Louis-Antoine Prat, Jean de Loisy, Laurent Le Bon, Christophe Léribault, Laurence des Cars, Sophie Makariou, Sylvie Ramond. 

### Artistes
On compte également de nombreux artistes, dont Jean-Louis Barrault, Roger Martin du Gard, Hedi Slimane, Agnès Varda, Louise Bourgeois, Arman, Christian Lacroix, Muriel Cerf ou encore Mathias Énard, et des artistes de pays autres que la France comme Marguerite Nakhla.

### Elèves fictifs
Dans la série policière française L'Art du Crime, Florence Chassagne révèle dans le premier épisode de la saison 6 qu'elle a fait ses études à l'Ecole du Louvre.